# Askold et Dir
Pour les articles homonymes, voir Askold (homonymie).
Askold et Dir sont les premiers princes nordiques de Kiev et les souverains des Polianes. Ils ont jeté les bases de la formation de la Rus' de Kiev et sont considérés comme les organisateurs de la première campagne de la Rus contre Constantinople en 860 (866 selon la chronique). Sous leur direction, Kiev a pu ouvrir des relations avec d'autres États tels que l'Empire byzantin.
Askold est glorifié en tant que martyr par l'Église orthodoxe d'Ukraine.

## Biographie

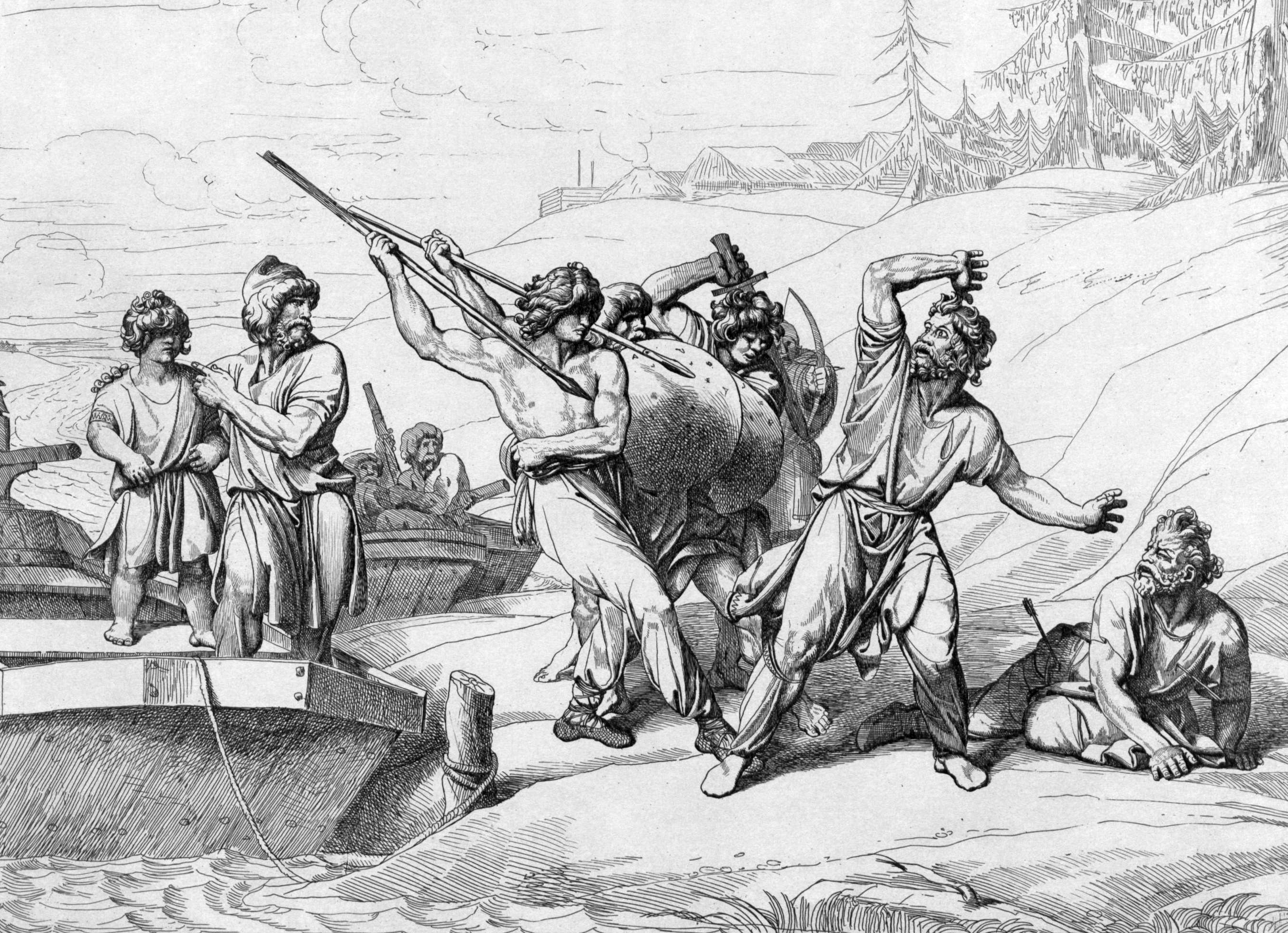
Le meurtre d'Askold et Dir (Fiodor Bruni, 1839).

Askold et Dir étaient des proches de Riourik. Ils lui ont demandé de se rendre à Constantinople avec leur propre armée et, en descendant le fleuve Dniepr, ils sont parvenus à Kiev, centre des Polianes. Ils ont décidé d'y rester et de les gouverner. En 860, ils mènent une campagne victorieuse contre Constantinople, attaquant l'Empire byzantin par surprise, mais ne parviennent pas à s'emparer de la totalité de la ville.
En 882, ils sont donc les maîtres de Kiev alors qu'Oleg le Sage se présente aux portes de leur cité en compagnie d'Igor, prince héritier de Riourik. Oleg le Sage confie la cité à ce dernier après avoir attiré, par ruse, Askold et Dir sur la berge. Ils y sont alors tués et Oleg se proclame prince de Kiev, annexant au passage plusieurs terres du nord à Kiev.

## Sources primaires
- Chronique de Nestor, XV–XVIII